# PKSHA Technology
株式会社PKSHA Technology（パークシャテクノロジー, 英語: PKSHA Technology Inc.）は、日本の人工知能技術の研究開発・AIソリューション及びAI SaaSを提供をしている企業。

## 沿革
- 2012年10月16日 - 東京大学の松尾豊研究室に所属していた、上野山勝也と山田尚史が前身の株式会社AppReSearchを設立[1]。代表取締役は山田尚史[2]。
- 2014年8月 - 株式会社PKSHA Technologyに商号変更。
- 2016年6月 - 上野山勝也が代表取締役就任。
- 2017年9月22日 - 東証マザーズに上場[3]。
- 2021年5月31日 - 株式会社アシリレラの株式の取得（子会社化）。
- 2021年6月30日 - オウケイウェイヴより株式会社PRAZNAの全株式を取得。
- 2022年4月1日   - AI SaaS事業に特化した株式会社PKSHA Communication・株式会社PKSHA Workplaceを設立。
- 2022年9月22日 - 東証スタンダード市場へ市場区分変更。
- 2023年1月 - 株式会社アシリレラを「PKSHA Associates」へ商号変更
- 2024年9月22日 - 東証プライム市場へ市場区分変更。
- 2024年10月29日 - 子会社の株式会社Sapeetが東京証券取引所グロース市場に上場[4][5]。同社株式の一部売出により、同社は連結子会社から持分法適用関連会社（関連会社）に異動[6]。
- 2025年1月 - 株式会社エクストーンを子会社化すると発表[7]。
- 2025年7月1日 - 子会社のPKSHA WorkplaceおよびPKSHA Communicationを当社に吸収合併し、吸収合併される2社の事業は社内カンパニーの形で継続される予定[8]。

## ソリューションとプロダクト

### ソリューション
- PKSHA Automation
- PKSHA Conversation
- PKSHA Security
- PKSHA SCM
- PKSHA MA/CRM

### プロダクト
- PKSHA Chatbot
- PKSHA Voicebot
- PKSHA FAQ
- PKSHA Speech Insight
- PKSHA Knowledge maker
- AI ヘルプデスク

## 参照
1. ↑  沿革 | Company | PKSHA Technology Inc.
2. ↑  山田 尚史 – 東京大学松尾研究室 – Matsuo Lab
3. ↑  東京証券取引所マザーズへの上場に伴う当社決算情報等のお知らせ
4. ↑  “東京証券取引所グロース市場への新規上場に関するお知らせ”.   株式会社Sapeet. 2024年10月16日閲覧。
5. ↑  “新規上場会社情報”.   日本取引所グループ. 2024年10月16日閲覧。
6. ↑  “親会社の異動に関するお知らせ Sapeet 2024年10月29日(適時開示)”.   日経会社情報DIGITAL：日本経済新聞. 2024年10月29日閲覧。
7. ↑  “PKSHA Technology、UI/UXデザイン開発のエクストーンを買収”.  日本M&Aセンター (2025年1月16日). 2025年1月31日閲覧。
8. ↑  “PKSHA、AIサービス子会社2社を吸収合併”.   日本経済新聞 (2025年3月18日). 2025年1月31日閲覧。